# Fist pump
Ne doit pas être confondu avec fist bump.

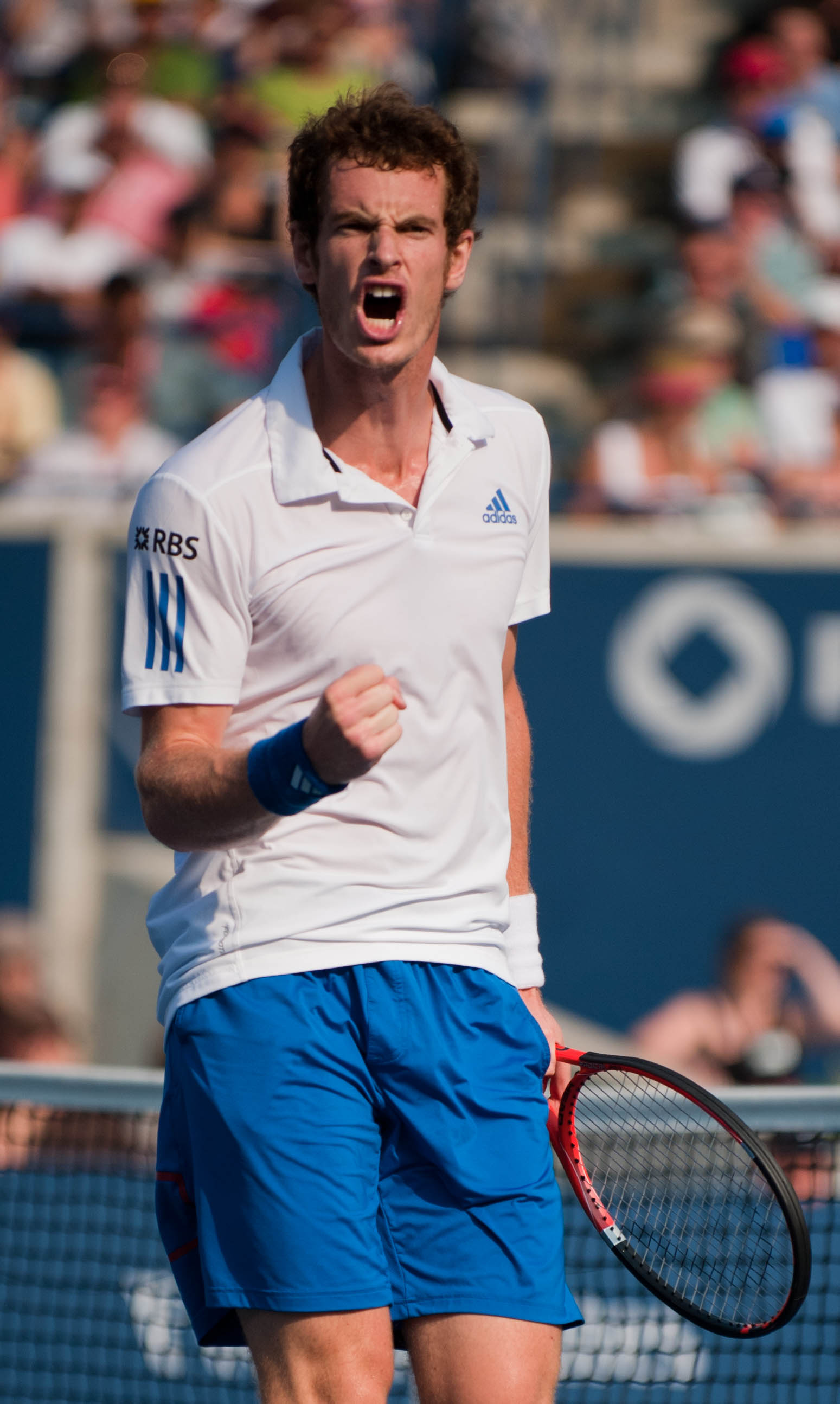
Andy Murray fait un fist pump après avoir battu Roger Federer.

Le fist pump est un geste de célébration où une personne présente son poing fermé. Le geste possède différentes variantes et significations en fonction du contexte d'utilisation. Par exemple, le poing peut être levé devant le torse puis tiré rapidement vers le bas près du corps et accompagné d'une exclamation. Le poing peut également être levé en l'air puis suivre un mouvement de haut en bas ou circulaire. Ce geste est particulièrement associé aux événements sportifs après un succès, notamment au tennis,.  
Si le geste est surtout pratiqué dans un contexte sportif, il revêt également une importance culturelle, notamment aux États-Unis. L'émission de télévision Jersey Shore est reconnue comme ayant contribué à populariser une « fist pumping culture », associée aux hommes pratiquant la musculation et adeptes de conquêtes féminines.  
Au cinéma, une scène célèbre du film Rocky représente héroïquement l'« étalon italien », joué par Sylvester Stallone, pompant son poing en l'air après avoir gravi les marches du Philadelphia Museum of Art. Par ailleurs, la scène de clôture du Breakfast Club montre le personnage non conformiste de Judd Nelson lançant son poing en l'air alors qu'il marche seul d'un stade de football vide la nuit. 
Ray Slater, producteur du Bobby Bones Show, établit en 2012 un record du monde en faisant des fist pump pendant 17 heures et 15 minutes, battant ainsi de 15 minutes un précédent record de James Peterson,.